# Реликиаш
Реликиаш (порт.  Relíquias) - фрегезия (район) в муниципалитете Одемира округа Бежа в Португалии. Территория – 120,02 км². Население – 1108 жителей. Плотность населения – 9,2 чел/км².